# Liste der denkmalgeschützten Objekte in Boží Dar
Grundlage dieser Liste der denkmalgeschützten Objekte in Boží Dar ist die ÚSKP-Liste (Ústřední seznam kulturních památek České republiky, deutsch Zentrale Liste der Kulturdenkmäler der Tschechischen Republik), die von der tschechischen Denkmalschutzbehörde NPÚ (Národní památkový ústav, deutsch Nationale Denkmalbehörde) seit 1987 geführt wird und an die seit dem Jahr 1850 geschaffenen Listen anschließt.

## Boží Dar(Gottesgab)
| Lage                                  | Objekt                              | Beschreibung                                 | ÚSKP-Nr.                  | Bild            |
| ------------------------------------- | ----------------------------------- | -------------------------------------------- | ------------------------- | --------------- |
| Boží Dar, im Ortszentrum (Standort)   | Kirche St. Anna (Kostel svaté Anny) | Kirche St. Anna Boží Dar                     | 46489/4-767 Info Katalog  | weitere Bilder  |
| Boží Dar, bei der Kirche (Standort)   | Nepomukstatue                       | Statue des hl. Johannes von Nepomuk          | 37385/4-768 Info Katalog  | weitere Bilder  |
| Boží Dar 1, 2 (Standort)              | Rathaus                             | Rathaus, Tore I, II                          | 45550/4-769 Info Katalog  | weitere Bilder  |
| Boží Dar 6 ()                         | Bauernhaus Nr. 6                    | Bauerngehöft                                 | 53421/4-770 Info Katalog  |                 |
| Boží Dar 45 (Standort)                | Hotel Praha                         | Hotel Praha, Gebäude mit Flügeln im Innenhof | 13368/4-5282 Info Katalog | weitere Bilder  |
| Boží Dar (Standort)                   | Tankstelle HEFA „C“                 | Benzinpumpe an der ehem. Tankstelle HEFA „C“ | 104080 Info Katalog       | weitere Bilder  |
| Boží Dar, westlich vom Ort (Standort) | Zinnerz-Stollen                     | Mundloch des alten Zinnerz-Stollens          | 105123 Info Katalog       | Zinnerz-Stollen |

## Zlatý Kopec(Goldenhöhe)
| Lage                   | Objekt                               | Beschreibung                                                                                                   | ÚSKP-Nr.            | Bild           |
| ---------------------- | ------------------------------------ | --- | ------------------- | -------------- |
| Zlatý Kopec (Standort) | Bergbau – Skarn-Revier Kaff          | Bergbau – ehem. Skarn-Revier Kaff (Johannesstollen)                                                            | 105452 Info Katalog | weitere Bilder |
| Zlatý Kopec (Standort) | Bergbau – ehem. Revier Hrazený potok | Bergbau – ehem. Revier am „verbauten Bach“ (Hrazený potok): Stollen, Halde der Grube „Gottes Hoffnung“, Deiche | 105626 Info Katalog | weitere Bilder |